# Chaetodontoplus chrysocephalus
Chaetodontoplus chrysocephalus là một loài cá biển thuộc chi Chaetodontoplus trong họ Cá bướm gai. Loài này được mô tả lần đầu tiên vào năm 1855.

## Từ nguyên
Từ định danh của loài được ghép bởi hai từ trong tiếng Hy Lạp cổ đại, là chrysos ("màu vàng") và cephalus ("đầu"), hàm ý đề cập đến phần đầu có màu vàng da cam của mẫu định danh.

## Phạm vi phân bố và môi trường sống
Mẫu định danh của C. chrysocephalus được thu thập ở ngoài khơi Jakarta (đảo Java, Indonesia). Lần quan sát gần nhất của loài này được biết đến ở Indonesia là vào khoảng năm 2001 (cụ thể tại quần đảo Karimunjawa trên biển Java). Nhiều mẫu vật của loài này cũng đã được quan sát và thu thập ở vùng biển phía nam Nhật Bản và ngoài khơi đảo Đài Loan.
Loài này sống gần các rạn san hô và mỏm đá ngầm ở độ sâu khoảng 15 – 25 m.

## Phân loại học

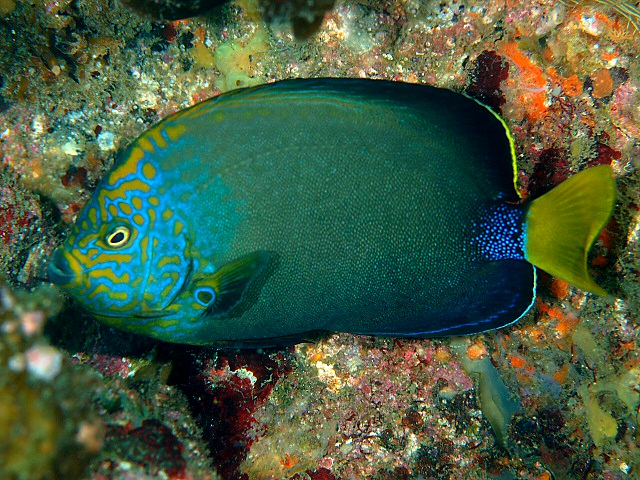
Một kiểu hình khác của C. chrysocephalus

Nhiều cá thể có kiểu màu trung gian giữa C. chrysocephalus và Chaetodontoplus septentrionalis đã được quan sát và ghi nhận. Fraser-Brunner (1933) đã nghi ngờ C. chrysocephalus là một biến thể kiểu hình của C. septentrionalis. Nhiều nhà khoa học đời sau như Allen (1979) hay Masuda và các cộng sự (1984) cho rằng, C. chrysocephalus có thể là kiểu hình cá đực của C. septentrionalis.
Nhưng theo Pyle (1993), C. chrysocephalus có thể là con lai giữa C. septentrionalis với Chaetodontoplus melanosoma, vì C. chrysocephalus có xu hướng mang kiểu màu trung gian giữa hai loài này. Giả thiết này một lần nữa được đề cập trong báo cáo của Pyle và Randall (1994), và được đồng tình bởi Allen cùng một số nhà ngư học khác.
C. melanosoma, một loài được biết đến chắc chắn ở Philippines, Malaysia và Indonesia, lại được cho là có mặt ở vùng biển phía nam Nhật Bản. Quần thể melanosoma Nhật Bản (tạm gọi là C. cf melanosoma) lại có vây đuôi hoàn toàn màu vàng, khác biệt so với kiểu hình có đuôi màu đen viền vàng ở các quần thể melanosoma thực sự ở Đông Nam Á. Không rõ C. cf melanosoma chỉ là biến thể kiểu hình của C. melanosoma, hay là một loài chưa được mô tả ở Nhật Bản.
Ngoài ra, không một mẫu vật là cá con của C. chrysocephalus được biết đến rất có thể là do chúng khá giống với cá con của C. melanosoma và C. septentrionalis, hai loài bố mẹ giả định của C. chrysocephalus, nên bị xác định nhầm là cá con của một trong hai loài bố mẹ kể trên.

### Trích dẫn
- Richard L. Pyle (2003). A systematic treatment of the reef-fish Family Pomacanthidae (Pisces: Perciformes) (PDF) (Tiến sĩ). Đại học Hawaii. Lưu trữ ngày 21 tháng 5 năm 2021 tại Wayback Machine
- John E. Randall; Luiz A. Rocha (2009). “Chaetodontoplus poliourus, a new angelfish (Perciformes: Pomacanthidae) from the tropical western Pacific” (PDF). The Raffles Bulletin of Zoology. 57 (2): 511–520.Quản lý CS1: sử dụng tham số tác giả (liên kết)